# Mesoikopleura youngbluthi
Mesoikopleura youngbluthi är en ryggsträngsdjursart som beskrevs av Fenaux 1993. Mesoikopleura youngbluthi ingår i släktet Mesoikopleura och familjen lysgroddar. Inga underarter finns listade i Catalogue of Life.